# Shine We Are! / Earthsong
Shine We Are! / Earthsong è un singolo della cantante sudcoreana BoA, pubblicato nel 2003.

## Tracce
1. Shine We Are!
2. Earthsong
3. Valenti (Junior Vasquez Radio Mix, English Version)
4. Shine We Are! (Instrumental)
5. Earthsong (Instrumental)